# Skat (yacht)
Pour les articles homonymes, voir Skat (homonymie) et Trésor (homonymie).
Skat (Trésor, en danois) est un yacht de luxe de 2002. Propriété de l'informaticien milliardaire de Microsoft Charles Simonyi, il est un des plus grands yachts du monde avec 71 m de long.

## Historique
En 1999 l'informaticien milliardaire Charles Simonyi se fait construire ce yacht de luxe de 71 m pour 75 millions de dollars, sous le nom « projet 9906 », par les architectes et designers Espen Oeino et Marco Zanini du constructeur allemand Blohm + Voss de Hambourg. 

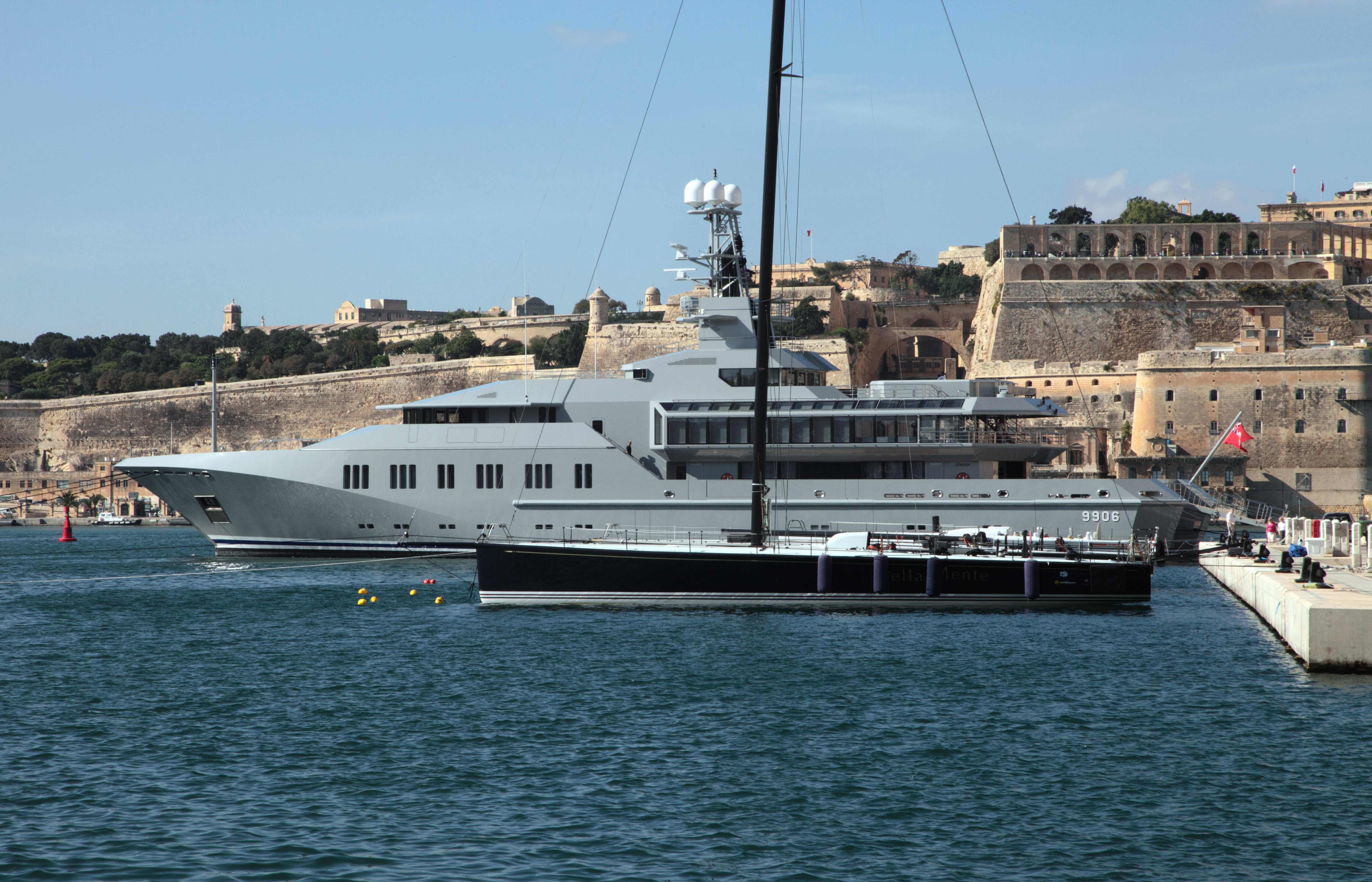
Il-Birgu (Malte)
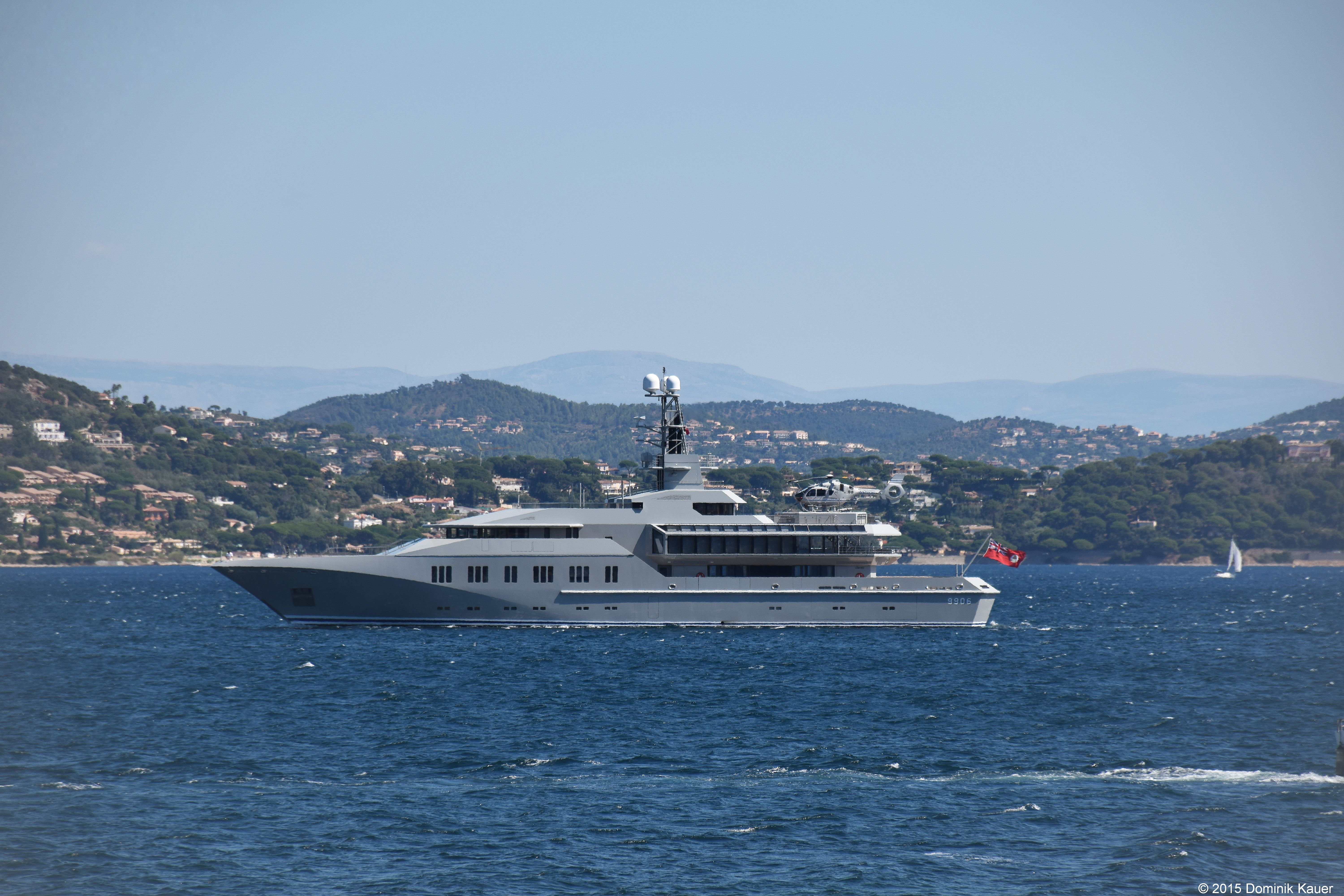
Golfe de Saint-Tropez
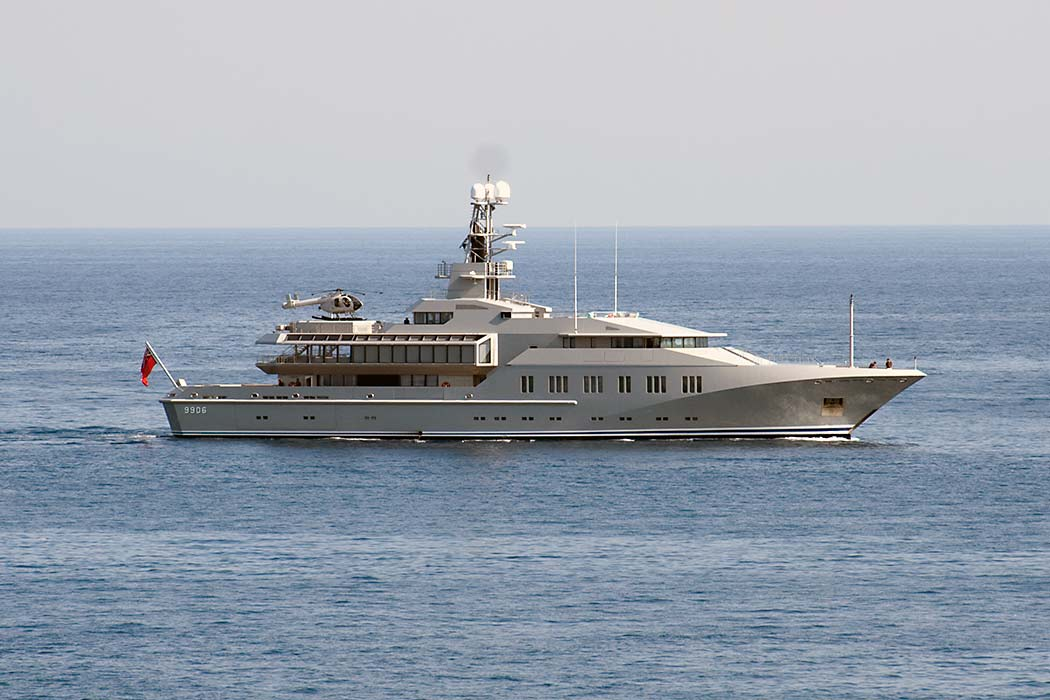
Ile de Rhodes (Grèce)

Le yacht est construit au chantier naval Lürssen de Brême, et inauguré en 2002, avec un design de frégate furtive grise de l'US Navy américaine, avec le nombre 9906 sur la coque en police de caractères des navires militaires. Il est propulsé par deux moteurs de 2 x 2680 ch, pour une vitesse de 15 à 17 noeuds. 

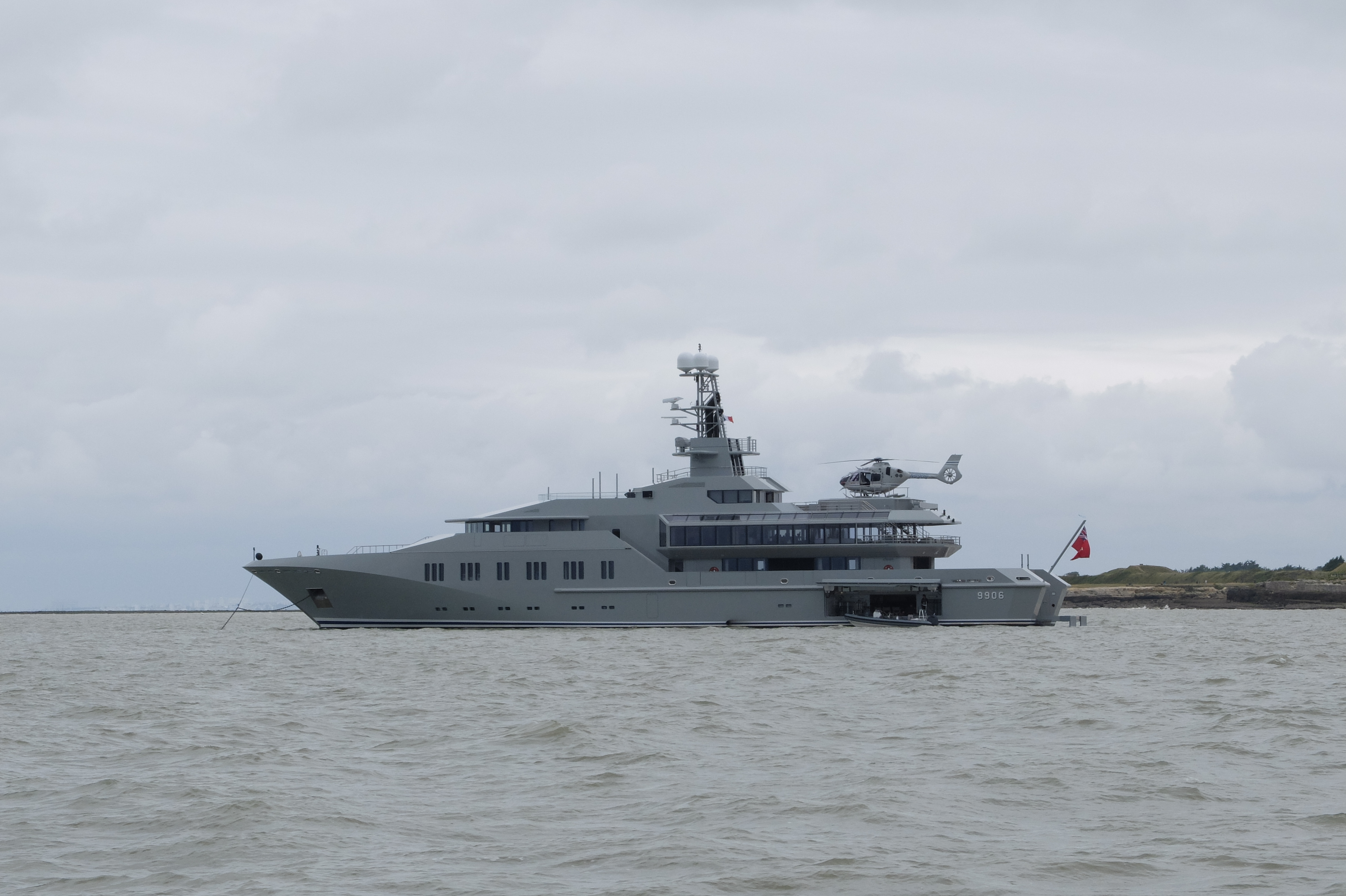
Île-d'Aix - Fort Boyard
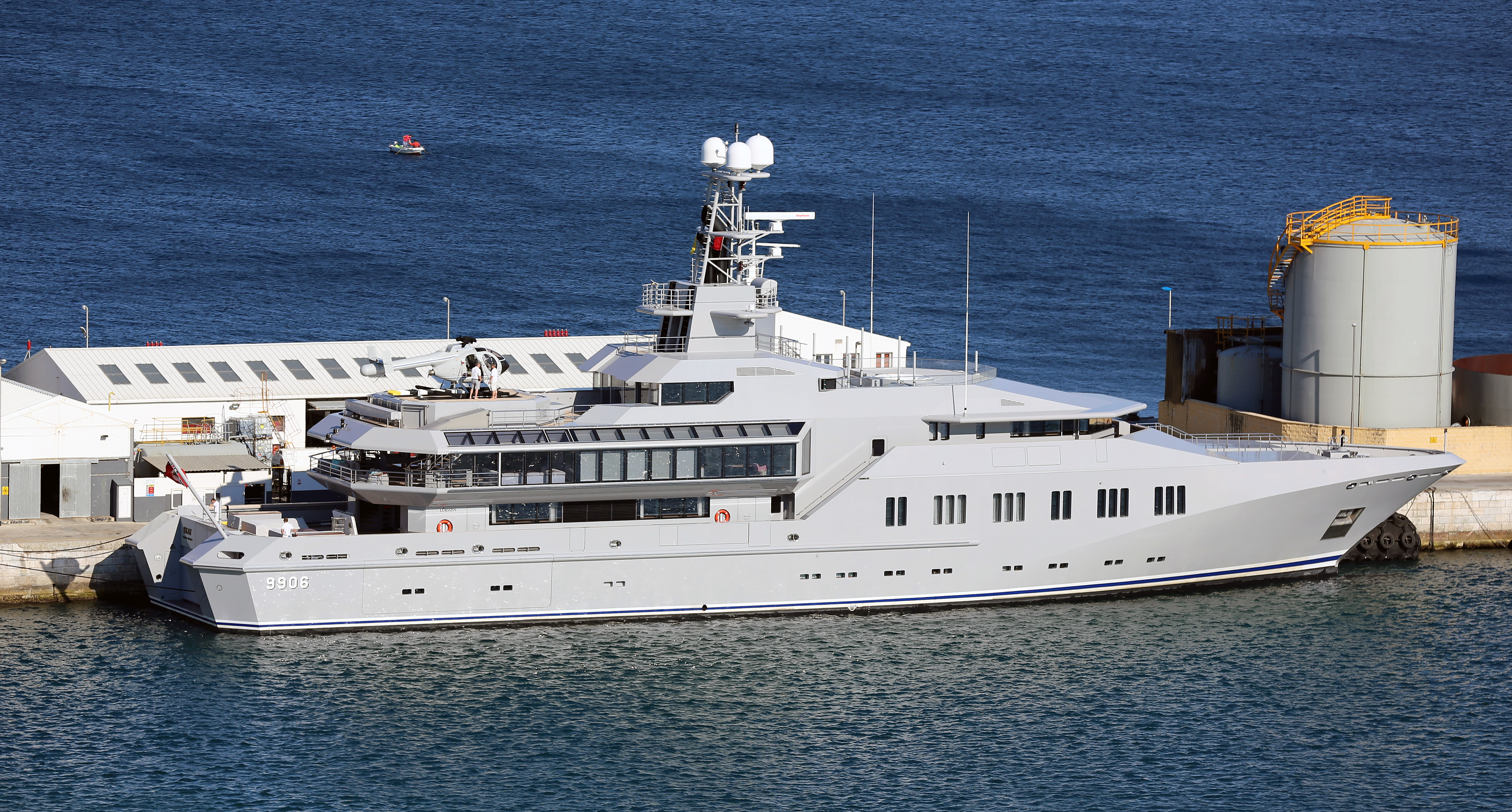
Môle Nord du port de Gibraltar
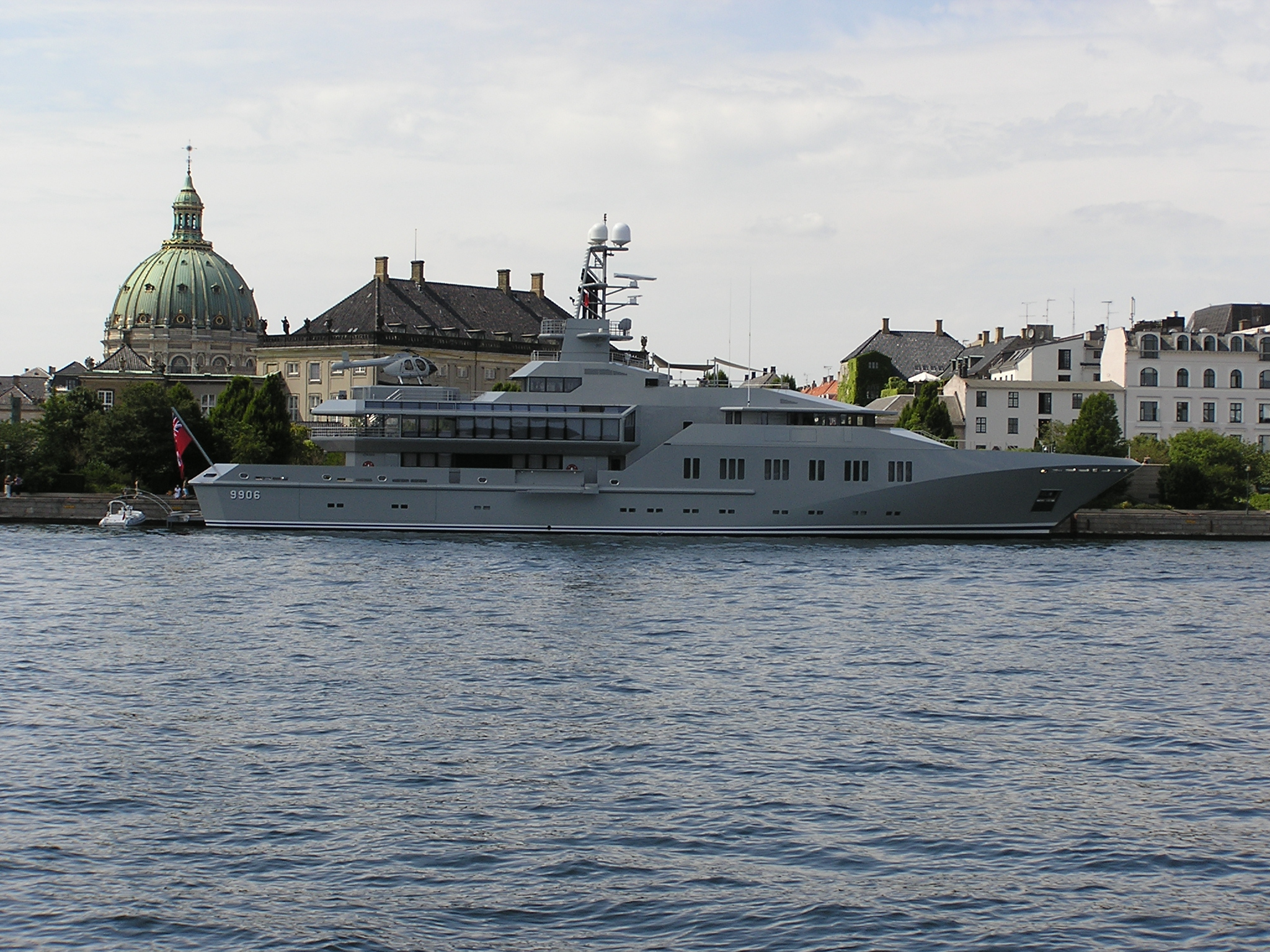
Copenhague (Danemark)

Cette « résidence secondaire » de sa Villa Simonyi du bord du lac Washington de Seattle, près du Microsoft Redmond campus, est décorée en design moderne danois-scandinave, avec des œuvres d'art Op Art et Pop art des artistes Victor Vasarely et Roy Lichtenstein. Le nom du bateau de 16 hommes d'équipage, fait référence à son ex petite amie danoise qui le surnommait Skat (Trésor, ou Taxe, en danois). Le bateau subit une importante rénovation intérieure en 2005.

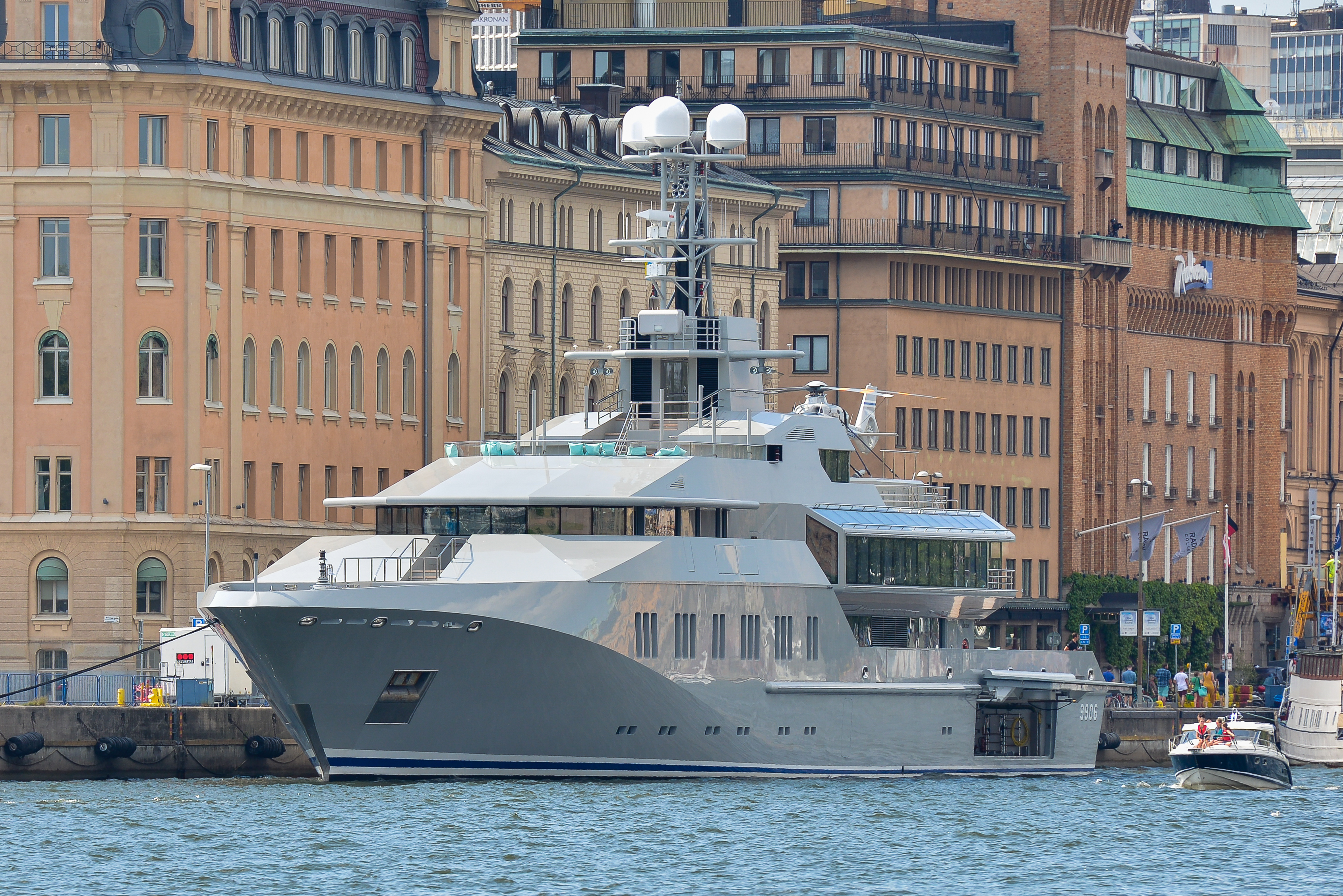
Stockholm (Suède)
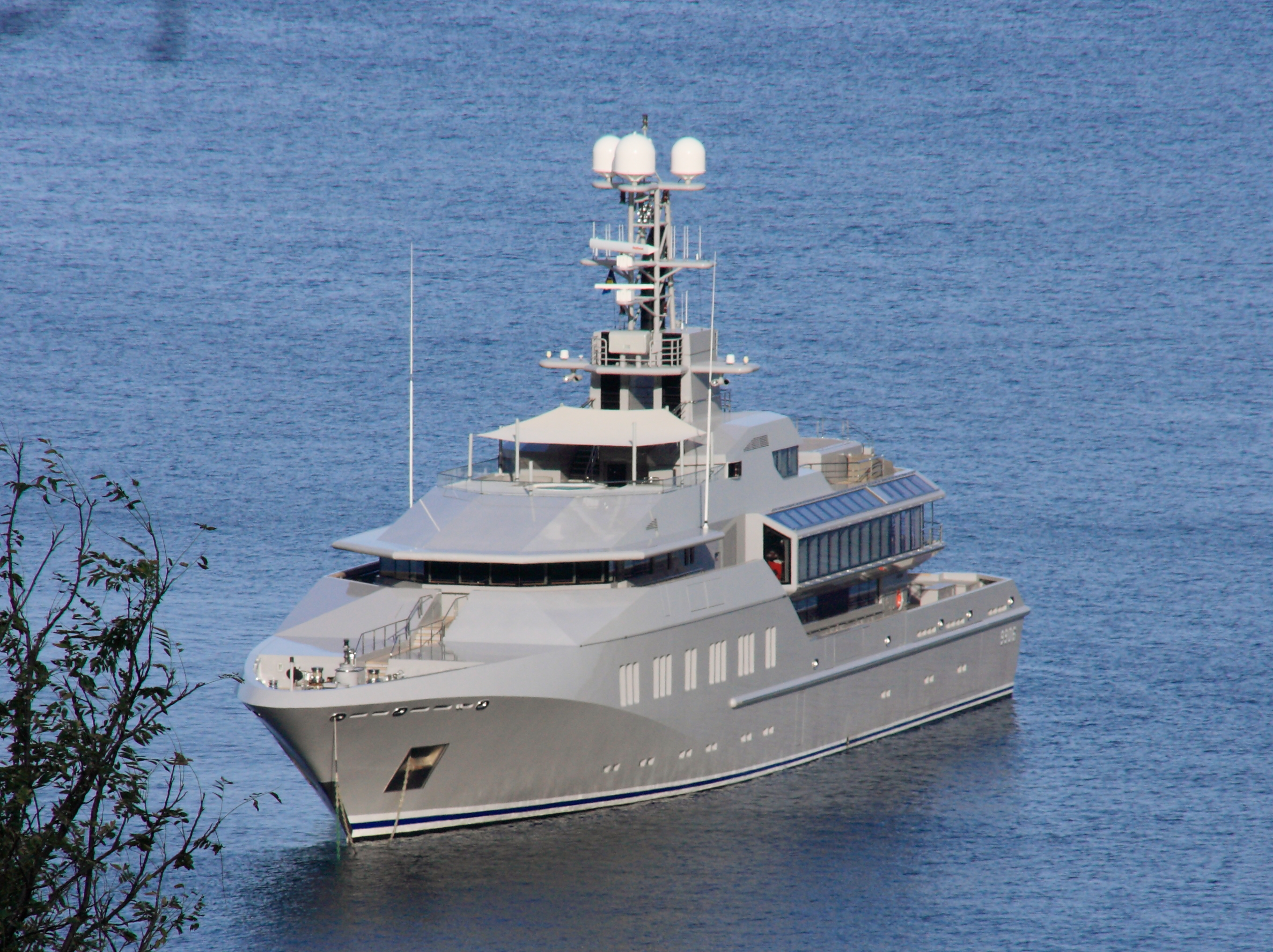
Pitons de Sainte-Lucie (mer des Caraïbes)
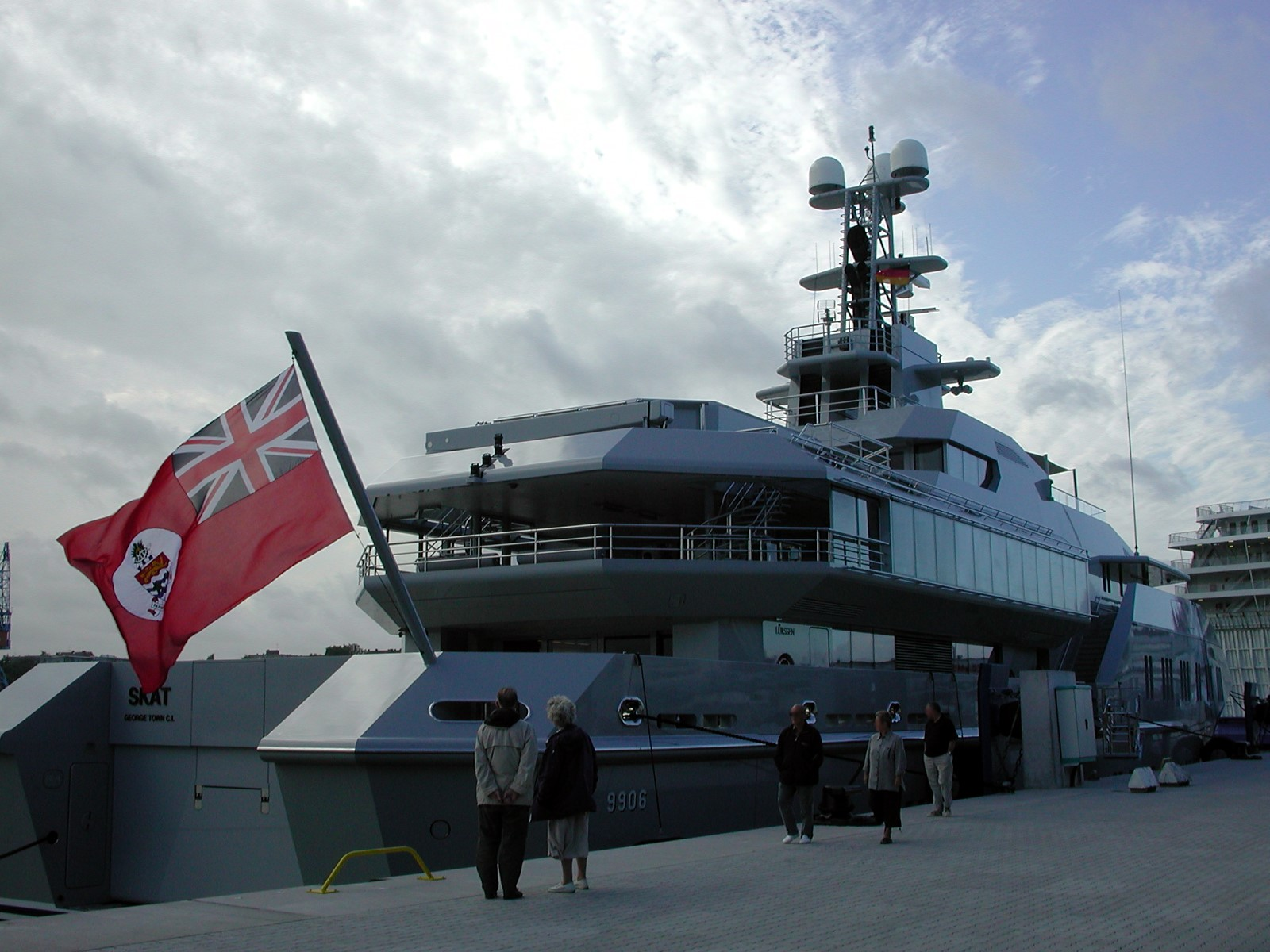
Kiel (Allemagne)

## Caractéristiques générales
- Architecte designer : Espen Oeino[2]
- Architecte d'intérieur : Marco Zanini (en)

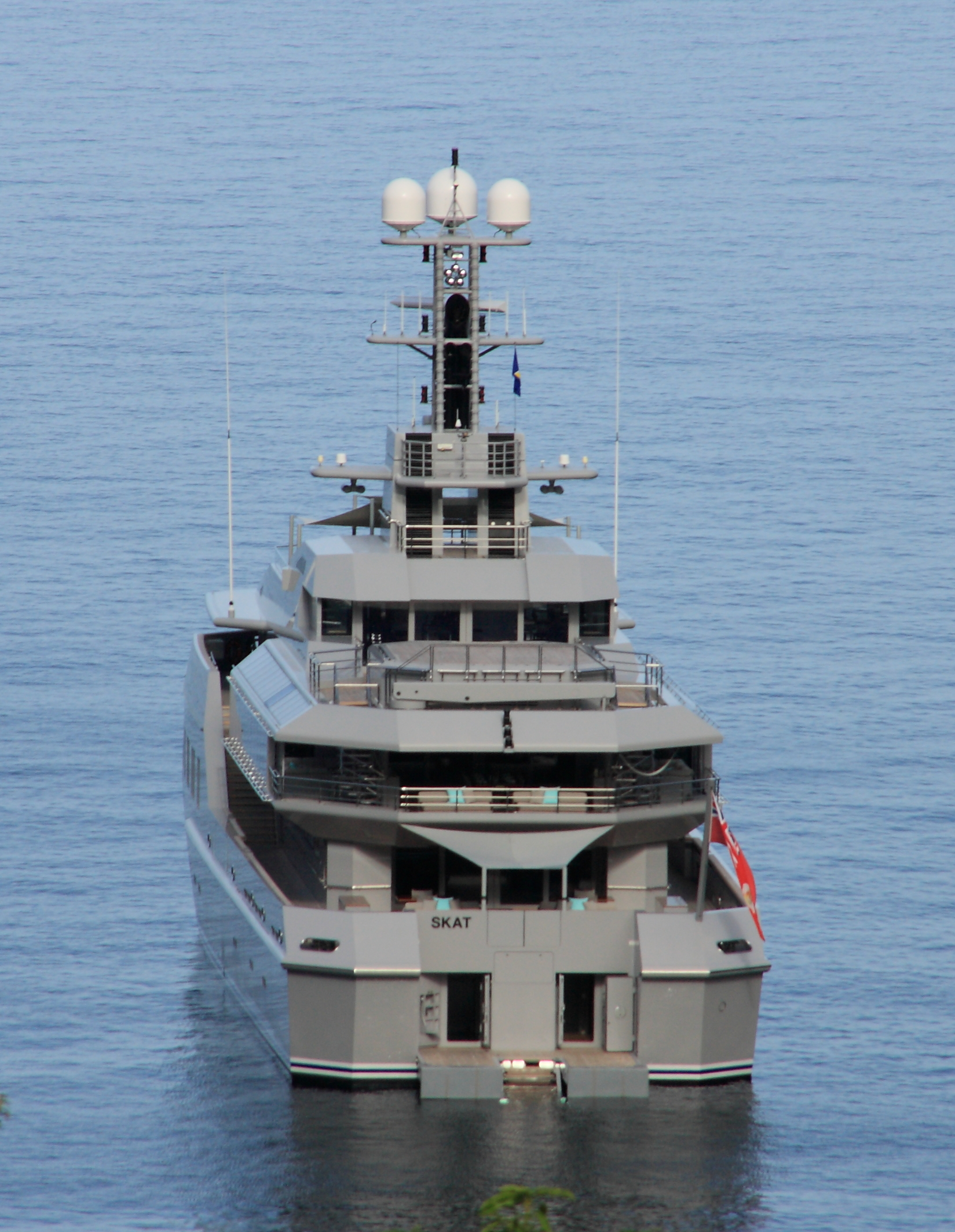

- Coque : acier, superstructure en aluminium
- Le yacht peut atteindre une vitesse de 13 nœuds (24 km/h) sur un seul moteur. Une pompe de refroidissement intégrée dans les réducteurs assure un fonctionnement sûr avec un seul moteur par  circulation d'huile dans le réducteur de la ligne d'arbre non utilisée qui peut alors être laissée en rotation libre.
- Carburant : 210 000 litres
- Eau : 56 000 litres

## Équipements
- Ascenseur desservant les quatre ponts
- Plate-forme de loisirs avec jacuzzi, gymnase sous le mât
- Héliport sur le pont arrière supérieure avec un hélicoptère McDonnell Douglas MD 520N avec un système NOTAR
- Plate-forme d'observation avec un contrôle de barre à mi-hauteur du mât central
- Deux bateaux annexes, deux motomarines, motos